# Adrian McKinty
Œuvres principales
- Série Sean Duffy
- Trilogie Michael Forsythe

Adrian McKinty, né le 6 août 1968 à Belfast, en Irlande du Nord, est un écrivain irlandais, auteur de roman policier et de littérature d'enfance et de jeunesse.

## Biographie
Il grandit à Carrickfergus, dans le comté d'Antrim (Irlande), sur la côte est de l'Irlande du Nord. Il étudie le droit à l'Université de Warwick, puis les sciences politiques et la philosophie à l'Université d'Oxford.
Au début des années 1990, il déménage aux États-Unis, vivant d'abord à Harlem, le quartier noir de Manhattan, à New York. En 1998, il fait paraître son premier roman intitulé Orange Rhymes With Everything.
À partir de 2001, il s'installe à Denver, au Colorado, où il enseigne l'anglais au secondaire et continue à écrire des fictions. À partir de 2004, il se lance dans le roman noir avec À l'automne, je serai peut-être mort (Dead I Well May Be), premier titre d'une trilogie ayant pour héros Michael Forsythe, un ancien agent du FBI, autrefois responsable de l'arrestation d'un gang de mafieux de Boston et qui tente maintenant de refaire sa vie en Irlande du Nord. Cette trilogie place McKinty parmi les représentants de la nouvelle vague du polar irlandais, aux côtés de Ken Bruen, Declan Hughes et John Connolly. Le journal britannique The Guardian le considère même comme un « maître du roman noir moderne, non loin de Dennis Lehane ». Pourtant, les romans de McKinty rappellent plutôt ceux de James Ellroy, en raison d'un recours fréquent et explicite à la violence, et ceux d'Elmore Leonard pour la présence en filigrane de l'ironie et de l'humour noir dans l'évocation lyrique de ses sombres univers.[réf. souhaitée]
En 2012, il amorce une série de romans policiers historiques située pendant les « Troubles » des années 1980 et ayant pour héros le sergent Sean Duffy, un flic catholique en plein Ulster. Dans Une terre si froide (The Cold Cold Ground), le premier titre de la série, peu après le décès de Bobby Sands, deux homosexuels sont assassinés et le meurtrier mutile les cadavres et arrache leur main gauche. Tous les enquêteurs croient qu'il s'agit d'un serial killer, mais Duffy flaire une solution plus paradoxale. Avec le cinquième roman de cette série, Rain Dogs, parue en 2016, il est lauréat du prix Edgar-Allan-Poe 2017 du meilleur livre de poche original.
En parallèle à ses récits criminels, McKinty publie, à partir de 2006, des ouvrages de littérature d'enfance et de jeunesse avec la trilogie The Lighthouse.

## Œuvre

### Romans

#### TrilogieMichael Forsythe
1. À l'automne, je serai peut-être mort, Pygmalion, 2003 ((en) Dead I Well May Be, 2003), trad. Isabelle Arteaga  (ISBN 2-85704-820-3)Réédition, Gallimard, coll. « Folio policier » no 456, 2007 (ISBN 978-2-07-030963-4)
2. Le Fils de la Mort, Gallimard, coll. « Série noire », 2008 ((en) The Dead Yard, 2006), trad. Patrice Carrer  (ISBN 978-2-07-078389-2)Réédition, Gallimard, coll. « Folio policier » no 562, 2009 (ISBN 978-2-07-039878-2)
3. Retour de flammes, Gallimard, coll. « Série noire », 2009 ((en) The Bloomsday Dead, 2007), trad. Patrice Carrer  (ISBN 978-2-07-078690-9)

La trilogie est rééditée en un volume sous le titre Michael Forsythe en novembre 2022.

#### TrilogieThe Lighthouse
1. (en) The Lighthouse Land, 2006
2. (en) The Lighthouse War, 2007
3. (en) The Lighthouse Keepers, 2008

#### SérieSean Duffy
1. Une terre si froide, Stock, coll. « La Cosmopolite », 2013 ((en) The Cold Cold Ground, 2012), trad. Florence Vuarnesson  (ISBN 978-2-234-07203-9)Réédition, LGF, coll. « Le Livre de poche » no 33427, 2014 (ISBN 978-2-253-17772-2)
2. Dans la rue j'entends les sirènes, Stock, coll. « La Cosmopolite noire », 2013 ((en) I Hear The Sirens in the Street, 2013), trad. Éric Moreau  (ISBN 978-2-234-07309-8)Réédition, LGF, coll. « Le Livre de poche » no 33826, 2015 (ISBN 978-2-253-09313-8)
3. Ne me cherche pas demain, Actes Sud, coll. « Actes noirs », 2021 ((en) In The Morning I'll Be Gone, 2014), trad. Laure Manceau  (ISBN 978-2-330-14860-7)Réédition, Actes Sud, coll. « Babel noir » no 292, 2023 (ISBN 978-2-330-17642-6)
4. Des promesses sous les balles, Fayard, coll. « Fayard noir », 2024 ((en) Gun Street Girl, 2015), trad. Pierre Reignier
5. (en) Rain Dogs, 2016
6. (en) Police at the Station and They Don't Look Friendly, 2017
7. (en) The Detective Up Late, 2018
8. (en) Hang on St. Christopher, 2025

#### Romans indépendants
- (en) Orange Rhymes With Everything, 1998
- Le Fleuve caché, Gallimard, coll. « Série noire », 2007 ((en) Hidden River, 2005), trad. Patrice Carrer  (ISBN 978-2-07-077497-5)
- (en) Fifty Grand, 2009
- (en) Falling Glass, 2011
- (en) Deviant, 2011
- (en) The Sun Is God, 2014
- La Chaîne, Mazarine, 2020 ((en) The Chain, 2019), trad. Pierre Reignier  (ISBN 978-2-863-74520-5)Réédition, LGF, coll. « Le Livre de poche » no 36053, 2021 (ISBN 978-2-253-10398-1)
- Traqués, Mazarine, 2022 ((en) The Island, 2023), trad. Pierre Reignier  (ISBN 978-2-863-74867-1)Réédition, LGF, coll. « Le Livre de poche » no 36053, 2023 (ISBN 978-2-253-24390-8)

### Anthologie
- (en) Belfast Noir : Akashic Noir, 2014Éditée en collaboration avec Stuart Neville

## Prix et distinctions

### Prix
- Prix Edgar-Allan-Poe 2017 du meilleur livre de poche original pour Rain Dogs[2]
- Prix Barry 2014 et 2017 du meilleur livre de poche original pour I Hear the Sirens in the Street et Rain Dogs[3]
- Prix Ned-Kelly 2014 et 2017du meilleur roman pour In the Morning I’ll Be Gone et Police at the Station and They Don’t Look Friendly[4]
- Prix Thriller 2020 du meilleur roman pour The Chain[5]
- Prix Macavity 2020 du meilleur thriller pour The Chain[6]
- Prix Barry 2020 du meilleur thriller pour The Chain[3]

### Nominations
- Steel Dagger Award 2004 pour Dead I Well May Be[7]
- Prix Ned-Kelly 2013 du meilleur roman pour I Hear the Sirens in the Street[4]
- Prix Ned-Kelly 2014 du meilleur roman pour In the Morning I’ll Be Gone[4]
- Prix Ned-Kelly 2015 du meilleur roman pour Gun Street Girl[4]
- Prix Anthony 2016 du meilleur roman pour Gun Street Girl[8]
- Prix Edgar-Allan-Poe 2016 du meilleur roman pour Gun Street Girl[2]
- Steel Dagger Award 2016 du meilleur roman pour Rain Dogs[7]
- Prix Ned-Kelly 2016 du meilleur roman pour Rain Dogs[4]
- Prix Anthony 2017 du meilleur livre de poche original pour Rain Dogs[8]
- Prix Ned-Kelly 2020 du meilleur roman pour The Chain[4]
- Prix Barry 2024 du meilleur roman pour The Detective Up Late[3]